# Лозен (Великотырновская область)
Лозен (болг. Лозен) — село в Болгарии. Находится в Великотырновской области, входит в общину Стражица. Население составляет 282 человека (2022).

## Политическая ситуация
В местном кметстве Лозен, в состав которого входит Лозен, должность кмета (старосты) исполняет Андрей  Великов Станчев (независимый) по результатам выборов правления кметства.
Кмет (мэр) общины Стражица — Стефан Рачков Стефанов (Национальное движение «Симеон Второй» (НДСВ)) по результатам выборов в правление общины.